# 冨尾町
冨尾町（とんびゅうちょう）は愛知県岡崎市の町名。丁番を持たない単独町名であり、24の小字が設置されている。

## 地理
岡崎市東部に位置する。町内を冨尾川が南流する。住宅地は道路沿線に形成され、その他は森林・農地として利用されている。

### 河川
- 冨尾川

### 字
| - 字五ツ田（いつつだ） - 字臼杵（うすきね） - 字梅ノ本（うめのもと） - 字大切（おおぎり） - 字尾ノ久保（おのくぼ） - 字柿下（かきした） - 字嶽地（がくち） - 字川端（かわばた） | - 字五門（ごもん） - 字コンド（こんど） - 字坂ノ下（さかのした） - 字笹原（ささはら） - 字月畑（つきばた） - 字途茂（とうも） - 字栃田（とちだ） - 字泥芽生（どろめき） | - 字どんどん川（どんどんがわ） - 字仲田（なかだ） - 字中洞（なかほら） - 字西ノ羽根（にしのはね） - 字原山（はらやま） - 字柳田（やなぎた） - 字横手（よこて） - 字若狭（わかさ） |

## 世帯数と人口
2019年（令和元年）5月1日現在の世帯数と人口は以下の通りである。
| 町丁   | 世帯数 | 人口 |
| ------ | ------ | ---- |
| 冨尾町 | 15世帯 | 28人 |

### 人口の変遷
国勢調査による人口の推移
| 2010年（平成22年） | 30人 | [ 6 ] |  |
| 2015年（平成27年） | 34人 | [ 7 ] |  |

## 小・中学校の学区
市立小・中学校に通う場合、学区は以下の通りとなる。
| 番・番地等 | 小学校             | 中学校             |
| ---------- | ------------------ | ------------------ |
| 全域       | 岡崎市立下山小学校 | 岡崎市立額田中学校 |

## 歴史
額田郡冨尾村を前身とする。

### 沿革
- 2006年（平成18年）1月1日 - 岡崎市へ編入し、同市冨尾町となる[1]。

### 史跡
- 冨尾城

## 交通
- 愛知県道336号蘭鍛埜線

## 施設
- 冨尾公民館

## その他

### 日本郵便
- 郵便番号 : 444-3441[4]（集配局：額田郵便局[9]）。

## 参考資料
- 「角川日本地名大辞典」編纂委員会 編『角川日本地名大辞典 23 愛知県』角川書店、1989年3月8日。ISBN 4-04-001230-5。
- 有限会社平凡社地方資料センター 編『日本歴史地名体系第23巻 愛知県の地名』平凡社、1981年。ISBN 4-582-49023-9。